# Liste der Bodendenkmäler im Rückersdorfer Forst
Auf dieser Seite sind die Bodendenkmäler in dem mittelfränkischen gemeindefreien Gebiet Rückersdorfer Forst zusammengestellt. Diese Tabelle ist eine Teilliste der Liste der Bodendenkmäler in Bayern. Grundlage ist die Bayerische Denkmalliste, die auf Basis des Bayerischen Denkmalschutzgesetzes vom 1. Oktober 1973 erstmals erstellt wurde und seither durch das Bayerische Landesamt für Denkmalpflege geführt wird. Die folgenden Angaben ersetzen nicht die rechtsverbindliche Auskunft der Denkmalschutzbehörde.

Mit dem Stand vom 3. Juli 2018 sind neun Bodendenkmäler vom gemeindefreien Gebiet Rückersdorfer Forst in der Bayerischen Denkmalliste eingetragen.

## Liste der Bodendenkmäler
| Lage                           | Objekt                                                                            | Akten-Nr.     | Bild |
| ------------------------------ | --------------------------------------------------------------------------------- | ------------- | ---- |
| Rückersdorfer Forst (Standort) | Grabhügel vorgeschichtlicher Zeitstellung                                         | D-5-6433-0154 |      |
| Rückersdorfer Forst (Standort) | Grabhügel vorgeschichtlicher Zeitstellung                                         | D-5-6433-0155 |      |
| Rückersdorfer Forst (Standort) | Grabhügel vorgeschichtlicher Zeitstellung                                         | D-5-6433-0156 |      |
| Rückersdorfer Forst (Standort) | Grabhügel der Hallstattzeit                                                       | D-5-6433-0157 |      |
| Rückersdorfer Forst (Standort) | Grabhügel vorgeschichtlicher Zeitstellung, Siedlung der Hallstatt- und Latènezeit | D-5-6433-0158 |      |
| Rückersdorfer Forst (Standort) | Grabhügel vorgeschichtlicher Zeitstellung                                         | D-5-6433-0159 |      |
| Rückersdorfer Forst (Standort) | Siedlung der späten Bronzezeit                                                    | D-5-6433-0161 |      |
| Rückersdorfer Forst (Standort) | Grabhügel der Hallstattzeit                                                       | D-5-6433-0162 |      |
| Rückersdorfer Forst (Standort) | Grabhügel vorgeschichtlicher Zeitstellung                                         | D-5-6433-0234 |      |